# Porenje
Porenje (nemško Rheinland, francosko Rhénanie) je ime, ki se uporablja za nenatančno opredeljeno območje zahodne Nemčije vzdolž Rena, predvsem njegov srednji del.

## Pojem
Zgodovinsko gledano se Porenje nanaša na slabo opredeljeno regijo, ki vključuje ozemlje na obeh bregovih Rena v Srednji Evropi, ki so jih naselila ljudstva Ripuarski in Salijski Franki in je postalo del frankovske Avstrazije. V srednjem veku so vzdolž reke nastale številne države iz nekdanje izvorne vojvodine Lotaringije, ne da bi razvile skupno politično ali kulturno identiteto.
Konceptualizacija Porenja se ni razvijala vse do 19. stoletja po vojni prve koalicije, ko je na ozemlju, ki so ga osvojili francoski vojaki, ustanovljena kratkotrajna Cisrenska republika. Izraz zajema celotno zasedeno območje zahodno od Rena (nemško Linkes Rheinufer), vključno z mostovi na vzhodnih bregovih. Po propadu francoske prevlade nad zahodnim bregom v začetku 19. stoletja so regije Spodnji Ren in Jülich-Cleves-Berg pripadle kraljevini Prusiji. Leta 1822 je pruska uprava reorganizirala ozemlje kot pokrajino Ren (znano tudi pod imenom Renska Prusija), ime ki se nadaljuje v imenih nemških zveznih dežel Porenje - Pfalška in Severno Porenje - Vestfalija.
Po prvi svetovni vojni so zahodni del Porenja zasedle sile Antante, nato je bilo po Versajski pogodbi iz leta 1919 ozemlje demilitarizirano. Nemške sile so ga leta 1936 remilitarizirale kot del diplomatskega preizkusa volje, tri leta pred izbruhom druge svetovne vojne.

## Geografija
Na zahodu se območje razteza do Luksemburga, Belgije in Nizozemske, na vzhodni strani obsega mesta in naselja ob reki in območje Bergisches Land do Vestfalije (Siegerland) in regije Hessen. To območje, razen za Saarlanda, se razteza do severnih Palatinskih gričev na jugu in bolj ali manj ustreza moderni uporabi izraza.
Južni in vzhodni deli so v glavnem hriboviti (Westerwald, Hunsrück, Siebengebirge, Taunus in Eifel), prerezani z rečnimi dolinami, predvsem Srednji Ren do Bingna (ali zelo redko med sotočjem z reko Neckar in Kölnom ) in pritoki Ahr, Mozela in Nahe. Mejo severno-nemške planote označuje spodnji del reke Ruhr. Na jugu reka preseže Renski masiv.
Območje obsega zahodni del industrijske regije Porurje in Kölnske nižine. Nekatera večja mesta v Porenju so Aachen, Bonn, Köln, Duisburg, Düsseldorf, Essen, Koblenz, Krefeld, Leverkusen, Mönchengladbach, Mülheim ob Ruhru, Oberhausen, Remscheid, Solingen, Trier in Wuppertal.
Toponimi in lokalna družinska imena pogosto sledijo frankovski dediščini. Zemljišča na zahodni obali Rena je močno zaznamoval rimski vpliv, vključno z vinogradništvom. Na temeljnih ozemljih je velik del prebivalstva katoličanov.

## Zgodovina

### Predrimsko obdobje
Ob zgodnjem zgodovinskem obdobju so ozemlja med Ardeni in Renom zasedali Treveri, Eburoni in druga keltska plemena, ki pa so bili vsi bolj ali manj modificirani in pod vplivom njihovih germanskih sosedov. Na desnem bregu Rena, med Majno in Lahnom, so bila naselja Matiakov, veje nemških Hatov, medtem ko so bili na severu Usipeti in Tenkteri.

### Rimska in Frankovska zasedba
Julij Cezar je osvojil keltska plemena na levem bregu, Avgust pa je ob Renu postavil številna utrjena mesta, vendar Rimljani niso nikoli uspeli pridobiti trdne temelje na desnem bregu. Ko se je moč rimskega imperija zmanjšala, so Franki naprej zasedli oba bregova Rena in do konca 5. stoletja osvojili vsa ozemlja, ki so bila nekoč pod rimskim vplivom. Frankovski osvajalci renskih okrožij so bili zelo malo ganjeni s kulturo rimskih pokrajin, ki so jih zasedli, saj so vse sledi rimske civilizacije uničili. Do 8. stoletja je bila frankovska oblast trdno uveljavljena v zahodni Germaniji in severni Galiji.
Na delitev Karolinškega cesarstva po Verdunski pogodbi je del province vzhodno od reke pripadla Vzhodnofrankovski državi, medtem ko je zahod ostal v Lotaringiji.

### Sveto rimsko cesarstvo
V času cesarja Otona I. (umrl 973) sta oba brega Rena postala del Svetega rimskega cesarstva, leta 959 pa je bilo razdeljeno med vojvodine Zgornja Lorena, Mosela in Spodnja Lorena na Meuse.
Ker je centralna moč Svetega rimskega cesarja slabela, se je Porenje razdelilo na številne majhne neodvisne kneževine, vsaka s svojimi ločenimi upravami in posebnimi zapisi. Stare lotarinške divizije so postale zastarele, dežela Spodnja Lorena se je preimenovala v Nizozemske dežele (v današnjem Beneluksu), je ime Lorena ostalo omejeno na regijo ob zgornji Mozeli, ki jo še vedno nosi. Po cesarski reformi leta 1500/12 je bilo ozemlje del Spodnjega Porenja-Vestfalija, Zgornje Porenje in Volilna renska okrožja. Pomembne renske cesarske države so bile:
- cerkveni volilni okraj Köln (brez vestfalskih posesti) in Trier
- vojvodine Jülich, Cleves in Berg, ki so leta 1521 ustanovile Združene vojvodine Jülich-Cleves-Berg
- Grofija Sponheim in številne druge cesarske grofije
- svobodni cesarski mesti Aachen in Köln.

Kljub razčlenjenemu stanju in trpljenju, ki ga je pod vplivom francoskih sosedov preživelo v različnih obdobjih vojn, je območje Porenja močno napredovalo in stalo na najvišji ravni nemške kulture in napredka. Aachen je bil mesto kronanja nemških cesarjev, volilno okrožje je igralo pomembno vlogo v nemški zgodovini.

### Francoska revolucija
Po miru v Baslu leta 1795 je celoten levi breg prevzela Francija. Prebivalstvo okoli 1,6 milijona je živelo v številnih majhnih državah. Leta 1806 so se Renški knezi združili v Renski konfederaciji, Napoleonovi lutki. Francija je do leta 1814 neposredno nadzirala Porenje in radikalno in trajno liberalizirala vlado, družbo in gospodarstvo. Koalicija francoskih sovražnikov si je večkrat prizadevala, da bi ponovno prevzela regijo a je Francija preprečila vse poskuse. 
Francozi so opustili stoletja stare omejitve in uvajali boljšo učinkovitost. V kaos in pregrade v pokrajini, ki je bila razdeljena med številne različne majhne kneževine, so uvedli način racionalnega, poenostavljenega, centraliziranega sistema, ki ga je nadzoroval Pariz in ga vodil Napoleonov pooblaščenec. Najpomembnejši učinek je bila odprava vseh fevdalnih privilegijev in zgodovinskih davkov, uvedba zakonskih reform Napoleonovega zakonika ter reorganizacija pravosodnih in lokalnih upravnih sistemov. Gospodarsko povezovanje Porenja s Francijo je povečalo blaginjo, zlasti v industrijski proizvodnji, pospešeno z novo učinkovitostjo in zmanjševanjem trgovinskih ovir. Judje so bili osvobojeni iz geta. Omejen je bil odpor; večina Nemcev je pozdravila nov režim, še posebej urbane elite, vendar je bila ena slaba točka, neprijaznost francoskih uradnikov proti rimskokatoliški cerkvi, izbira večine prebivalcev . Reforme so bile trajne. Desetletja kasneje so delavci in kmetje v Porenju pogosto pozivali na jakobinizem, da bi nasprotovali nepriljubljenim vladnim programom, medtem ko je inteligenca zahtevala ohranitev Napoleonovega zakonika (ki je ostal v veljavi stoletje). 

### Pruski vpliv
Pruski vpliv se je začel v majhnem obsegu leta 1609 z okupacijo vojvodine Cleves. Stoletje pozneje sta Zgornji Guelders in Moers tudi postala pruska. Dunajski kongres je pregnal Francoze in prinesel celotno Spodnje Porenje Prusiji, ki jih je pustila v nemotenem posestvu liberalnih institucij, na katere so se navadili pod Francozi. Porenje je ostalo del Prusije tudi po tem, ko je bila Nemčija poenotena leta 1871.

### 1918–1945
Okupacija Porenja se je zgodila po premirju z Nemčijo 11. novembra 1918. Okupatorske vojske so sestavljale ameriške, belgijske, britanske in francoske sile. V skladu z Versajsko pogodbo so bile nemške enote pregnane iz celotnega ozemlja zahodno od Rena in 50 kilometrov vzhodno od Rena.
Leta 1920 je bil pod močnim francoskim pritiskom Saar ločen od pokrajine Ren in pod vodstvom Društva narodov do plebiscita leta 1935, ko je bila regija vrnjena v Nemčijo. Hkrati so leta 1920 v Belgijo prenesli okrožja Eupen in Malmedy (nemško govoreči skupnosti).
Kmalu zatem je Francija povsem zasedla Porenje in strogo nadzorovala vsa pomembna industrijska območja. Nemci so se odzvali s pasivno upornostjo in hiperinflacijo; Francozi so pridobili zelo malo reparacij, ki so si jih želeli. Francoske enote niso zapustile Porenja do leta 1925.
7. marca 1936 so Nemci v nasprotju s Versajsko pogodbo vstopili v Porenje in druge regije vzdolž Rena. Nemško ozemlje zahodno od Rena ni bilo omejeno na nemško vojsko.
Leta 1945 je bilo Porenje prizorišče velikih bojev, ko so zavezniške sile premagale nemške branilce. 

### Po letu 1946
Leta 1946 je bilo Porenje razdeljeno na novo ustanovljene nemške zvezne dežene Hessen, Severno Porenje - Vestfalija in Porenje – Pfalška. Severno Porenje - Vestfalija je eno najpomembnejših nemških industrijskih območij, ki vsebujejo pomembne rudnine (premog, svinec, lignit, magnezij, nafto in uran) in vodni promet. V Porenje-Pfalški je bolj pomembno kmetijstvo, vključno z vinogradi v regiji Ahr, Mittelrhein in Mozela.

## Kultura
Občasno je postal izraz "Porenje" za zgodovinska območja v 21. stoletju zanimiv tako za zgodovinsko kot sedanjo regijo Porenje. Poleg raziskovanja zgodovinskih dejstev se preučujejo razmerja med spremembami do trenutnih razmer v politiki, kulturi, razvoju prebivalstva in gospodarstvu. V esejski zbirki, ki sta jo objavila Gunter E. Grimm in Bernd Kortländer leta 2005 Rheinisch. Zum Selbstverständnis einer Region (Porenje - samopodoba regije). Poleg znanih geografskih, zgodovinskih in političnih kontekstov je tema samozavedanja regije »podrobneje preučena z različnih perspektiv«.

### Jezik
Na območju nekdanje pruske province Porenje govorijo narečja: kleverländische, südniederfränkische, ripuarijsko, moselfränkische in rheinfränkische, ki se razlikujejo tako zelo drugo od drugega, da ne more biti omenjen homogen renski narečni prostor. Jezikovni prehodi so označeni kot Rheinische Fächer, pri čemer je ugotovljeno, da se meje različnih narečij prekrivajo.
V sedanjem okrožju Kleve in delih Wesla je vprašljivo ali je izvirno narečje nemško z močnim nizozemskim vplivom ali je nizozemščina z močnim nemškim vplivom. Ko so Prusi po pogodbi Utrechtu leta 1713 v veliki meri prevzeli severni del zgornje četrtine nekdanje vojvodine, so na tem področju večji meri govorili nizozemski narečje. Na levem bregu nekdanje vojvodine Cleves pa so govorili tako nizozemska narečja kot tudi severno frankovska, slednje imenovano kleverländisch. Na desnem bregu vojvodstva je bil nizozemski narečni delež prebivalcev precej nižji.
Narečja Porenja so dokumentirana v Porenjskem slovarju (Rheinischen Wörterbuch)

### Kuhinja
Enotna Porenjska kuhinja, ki pokriva vsa območja med Nahe na jugu in Nizozemsko na severu, ne obstaja. Na podeželskih območjih, zlasti v Spodnjem Porenju, v Eifelu in Moseli so bili mnogi ljudje do sredine 20. stoletja samooskrbni. Krompir, zelje, korenje, por, zelena, špinača, solata, kumare in jabolka so osnovna prehrana, ki je bogata v poletnih mesecih in se je shranila za zimo. Standardne jedi so predvsem juhe in enolončnice, obroki so občasno obogateni s pikantnimi ostanki klobas. Izvorno iz katoliške tradicije je bilo meso na voljo samo ob nedeljah, pogosto iz lastnega zakola. Petek je bil dan rib, še posebej na območjih, kjer je bila voda. Ribiči so lovili jegulje, postrvi, ostriže, losose, v sezoni tudi renske školjke. Tradicionalne praznične jedi, za razliko od preproste vsakdanje kuhinje (npr. Renska pečenka, Martinova in božična gos, modri krapi za silvestrovo) so se namerno vzdrževali po vsej Porenju. 
Od okoli 1970, so bile regionalne tradicije kot povsod v Nemčiji, najprej v urbanih središčih, kasneje pa v "Vüürjebersch" spremenjene v korist mednarodnih vplivov. Celo majhna mesta so kmalu imela svoje "Italijane" ali "Grke". V 21. stoletju nekatere restavracije poskušajo tradicionalne recepte na podeželju posodobiti. V primerjavi z drugimi nemškimi regijskimi kuhinjami pa "Renska kuhinja" še ni dobila pozornosti zunaj Porenja.

### Uneskova dediščina
Na Unescov seznam svetovne dediščine je bilo vključenih več znamenitosti in objektov iz Porenja:
- 1978: Aachenska stolnica
- 1984: Palači Augustusburg in Falkenlust, Brühl
- 1986: Rimski Trier (Augusta Treverorum): Porta Nigra, amfiteater, cesarske kopeli, Konstantinova bazilika, stolnica in cerkev Naše gospe
- 1996: Stolnica v Kölnu
- 2001: Industrijski kompleks Zollverein v Essnu
- 2002: Zgornja srednja dolina Rena
- 2005: 550-kilometrski Zgornje germanski-retijski limes med Rheinbrohlom in Einingom